# Erythroxylum jamaicense
Erythroxylum jamaicense är en tvåhjärtbladig växtart som beskrevs av Fawcett och Rendle. Erythroxylum jamaicense ingår i släktet Erythroxylum och familjen Erythroxylaceae. Inga underarter finns listade i Catalogue of Life.